# Sverige (musikgrupp)
Sverige var en grupp som spelade country på svenska. Tongivande i gruppen var bland andra Peder Ernerot och Gustave Lund, tidigare medlemmar i gruppen Just D. Gruppen släppte två album i början av 2000-talet.

## Medlemmar
- Markus Ernerot
- Peder Ernerot
- Johan Forsberg
- Stefan Carlsson
- Gustave Lund
- Thomas Lindberg
- Joakim Uddling
- Ludde Widegren

## Diskografi
- 2000 - Som landet ligger
- 2001 - livet.com